# Ondrej Lenárd
Ondrej Lenárd (* 9. září 1942, Krompachy, Slovensko) je slovenský dirigent.

## Stručný životopis
Absolvent studia dirigování na VŠMU v Bratislavě (1964).
- 1962–1969 sbormistr opery Slovenského národního divadla v Bratislavě
- od roku 1970 dirigent a od roku 1977 šéfdirigent Symfonického orchestru Československého rozhlasu v Bratislavě
- 1984–1986 dirigent orchestru opery Slovenského národního divadla v Bratislavě
- 1991–2001 šéfdirigent a hudební ředitel Slovenské filharmonie
- 2011–2018 šéfdirigent Symfonického orchestru Českého rozhlasu[1]

Vyniká především jako interpret hudby 19. a 20. století.

## Ocenění
V říjnu 1998 mu slovenský prezident Michal Kováč udělil slovenské státní vyznamenání Řád Ľudovíta Štúra I. třídy.